# Piet de Visser

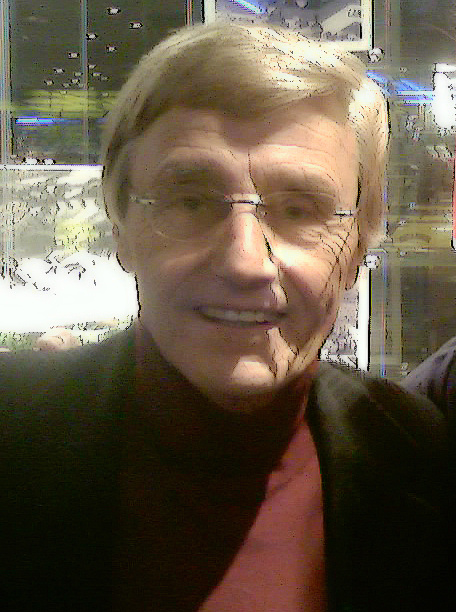
Piet de Visser

Piet de Visser (* 23. September 1934) ist ein niederländischer Fußballtrainer und Scout.

## Leben
De Visser war Trainer bei Sparta Rotterdam, FC Dordrecht, Telstar, De Graafschap, NEC Nijmegen (1974 bis 1976), RWD Molenbeek (Belgien), FC Den Haag, Roda Kerkrade, AZ Alkmaar und Willem II Tilburg. Beim letztgenannten Klub arbeitete er am längsten, von 1985 bis 1991. Unter seiner Leitung stieg der Klub 1987 zu Eredivisie auf. Aus gesundheitlichen Gründen musste er aufhören, Fußballmannschaften zu trainieren.
Nach seiner Fußballtrainer-Periode wurde de Visser Leiter der Scoutingabteilung von PSV Eindhoven. Nach einem Vertrauensbruch mit dem PSV-Präsidenten Jan Reker kündigte er im April 2008 an, dass er mit dem Scouting aufhören sollte. De Visser tätigte seit dem Jahr 2000 22 Transfers bei PSV, darunter Heurelho da Silva Gomes, Alex und Mateja Kežman.
Seit Anfang 2005 ist de Visser auch Berater für FC Chelsea. Er ist zugleich eine Vertrauensperson des Chelsea-Eigentümers Roman Abramowitsch.